# Průběh pandemie covidu-19 (listopad 2019 – leden 2020)

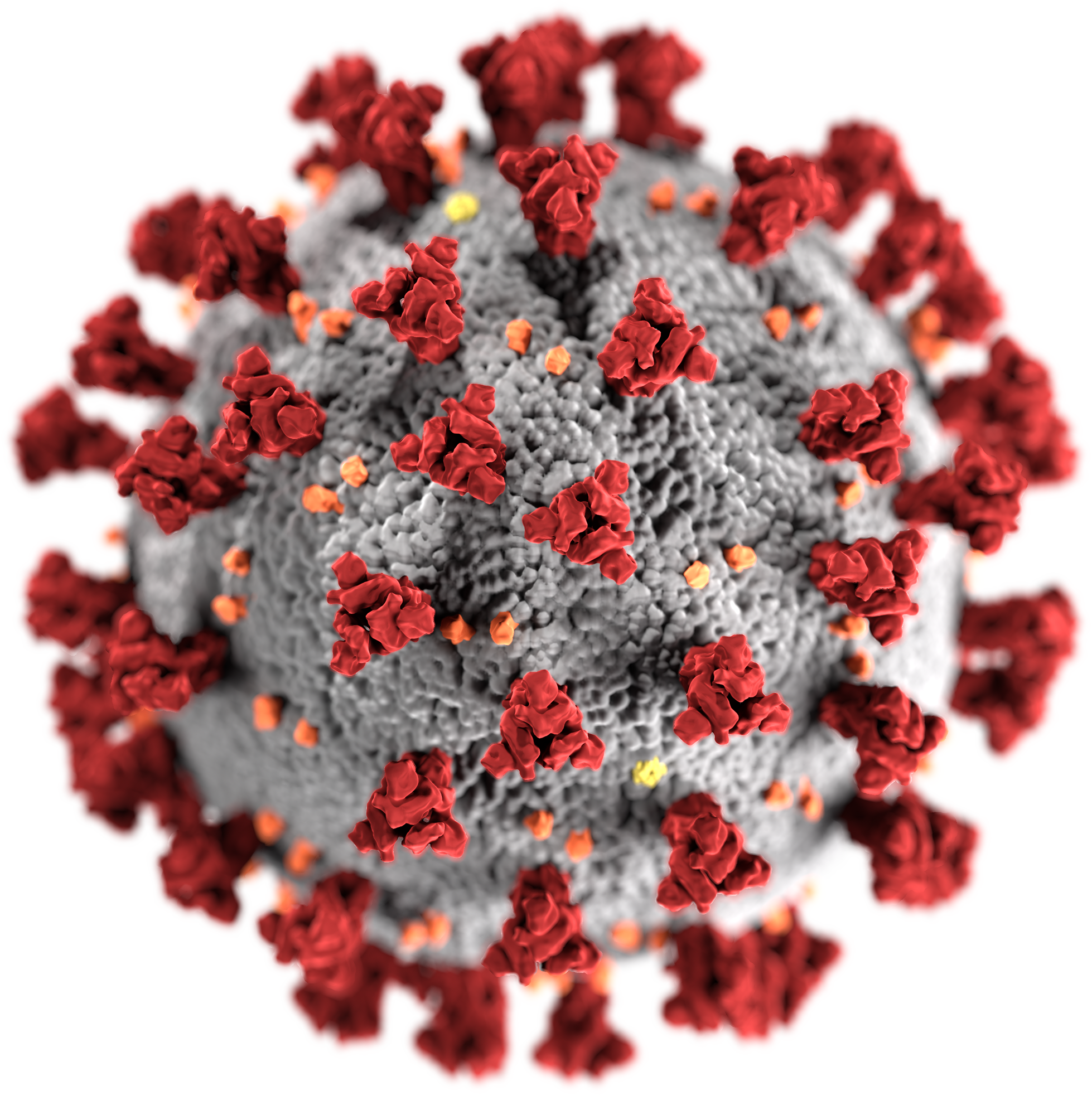
Morfologie kapsidy koronaviru SARS-CoV-2

Data prvních ohlášených nakažených:
11. ledna 2020
20. ledna 2020
21. ledna 2020
22. ledna 2020
23. ledna 2020
25. ledna 2020
29. ledna 2020

Článek popisuje průběh pandemie virové choroby covid-19, kterou způsobuje koronavirus SARS-CoV-2, mezi listopadem 2019 a lednem 2020. Podle oficiálně nepotvrzených zpráv hongkongského deníku South China Morning Post se první pacient v Číně nakazil touto nemocí již 17. listopadu 2019. Oficiálně se koronavirus poprvé vyskytl začátkem prosince 2019 v čínském městě Wu-chan.

## Průběh

### Listopad 2019
Dle zprávy hongkongského deníku South China Morning Post ze dne 13. března 2020 se 55letý muž, jenž byl nakonec potvrzen jako případ onemocnění koronavirem SARS-CoV-2, mohl nakazit už 17. listopadu 2019. V té době však jeho onemocnění nebylo rozpoznáno. Zpětně ale analýza vzorků prokázala infekci již v listopadu 2019 v Miláně. O dalších případech, které se mohly vyskytnout před prosincem 2019, nebyla doposud publikována žádná vědecká práce.

### Prosinec 2019
1. prosince 2019
Další potvrzený pacient začal projevovat symptomy viru 1. prosince 2019. Nenavštívil tržnici s mořskými plody Chua-nan, známou jako možné středisko rozšíření epidemie. Mezi tímto případem a pozdějšími případy nebyla nalezena žádná epidemiologická souvislost.
10. prosince
Dle příspěvku v americkém listu The Wall Street Journal, publikovaném dne 6. března 2020, byl před zveřejněním předchozích případů považován za prvního nakaženého 57letý obchodník v tržnici Chua-nan.
18.–28. prosince
Mezi 20. a 29. prosincem vydali pracovníci Wuchanského institutu pro virologii zprávu, že bylo wuchanskou nemocnicí Ťin Jin-Tchan přijato na jednotku intenzivní péče sedm lidí se zápalem plic. Odebrané vzorky byly poslány do laboratoře institutu k diagnostice patogenu, který onemocnění zapříčinil. Pacient ICU-01 nebyl spojen s tržnicí Chua-nan, ostatních šest však bylo prodejci nebo dodavateli onoho trhu.
Čínští epidemiologové zveřejnili spolu s CCDC (Čínské středisko pro kontrolu a prevenci nemocí článek s informací, podle které první skupina lidí (cluster) se zápalem plic neznámého původu byla identifikována 21. prosince 2019.
Čang Ťi-sien, ředitelka oddělení respirační a krizové péče Provinční nemocnice integrované čínské a západní medicíny provincie Chu-pej, ošetřovala starý manželský pár, který do nemocnice přišel 26. prosince 2019. Vyšetřením pomocí výpočetní tomografie (CT) zjistila, že nemají běžný virový zápal plic. Čang si uvědomila, že se jedná o dosud neznámé infekční onemocnění. Celkem čtyři případy oznámila dne 27. prosince 2019 na středisku CCDC v městském obvodu Ťiang-chan. Během následujících dvou dnů přišli do nemocnice další tři nakažení, kteří byli spojeni s tržnicí Chua-nan. Nemocnice rozhodla, že se jedná o neobvyklou situaci a podala přímou zprávu provinčnímu a městskému CCDC.
Konec prosince 2020 a lékař Li Wen-liang
Dle publikace CCDC z 31. ledna 2020 byly skutečnosti, které postupně vedly k identifikaci koronaviru SARS-CoV-2, následující: „Dne 29. prosince 2019 byly nemocnicí ve Wu-chanu přijaty čtyři osoby se zápalem plic, všichni pracovali na velkoobchodním trhu s mořskými plody Chua-nan, který veřejnosti prodává živou drůbež, vodní produkty a dalších několik druhů volně žijících živočichů. Nemocnice ohlásila tento výskyt, což vedlo zaměstnance wuchanského CCDC k zahájení terénního retrospektivního vyšetřování pacientů se zápalem plic, kteří by mohli být spojeni s trhem Chua-nan. Vyšetřovatelé našli další pacienty spojené s tržištěm a 30. prosince ohlásily úřady provincie Chu-pej tento výskyt na CCDC. Následujícího dne poslalo CCDC své experty do Wu-chanu, aby podpořili vyšetřování. Vzorky od pacientů byly získány pro laboratorní analýzy.“
Odpoledne dne 30. prosince 2019 bylo Zdravotní komisí města Wu-chan zveřejněno na sociální síti Weibo „naléhavé oznámení o léčbě zápalu plic nezmáho původu“. Oznámila, že od začátku prosince bylo postupně diagnostikováno s neznámým zápalem plic několik pacientů, dohromady 27 případů, z nichž 7 bylo v kritickém stavu. Zbylých 18 bylo stabilních, přičemž dva z nich by měli být brzy propuštěni. Následně byla Zdravotní komisí města Wu-chan podána zpráva i Světové zdravotnické organizace. Většina pacientů byla obchodníky na Velkoobchodním trhu s mořskými plody Chua-nan. Zdravotní komisí města Wu-chan vydala o situaci veřejné prohlášení.
Dne 30. prosince 2019 byl genetickým sekvenováním patogenu od jednoho z pacientů chybně označen ve výsledném testu objev nemoci SARS (koronaviru SARS). Po obdržení výsledků testu sdělilo několik lékařů z Wu-chanu, včetně oftalmologa Li Wen-lianga z Centrální nemocnice ve Wu-chanu (který zveřejnil varování pro své studenty na fóru WeChat), že skupina sedmi pacientů léčených na oftalmologickém oddělení byla neúspěšně léčena na příznaky virového zápalu plic a byla diagnostikována se SARS. Protože tito pacienti nereagovali na tradiční léčbu, byli dáni do karantény na pohotovostním oddělení v Centrální wuchanské nemocnici. Li Wen-liang zveřejnil na fóru WeChat, že by tato skupina pacientů mohla být nakažena dosud neznámým virem. Dle několika účastníků diskuse na webu posléze rozšířil Li svůj objev o úryvek z analýzy RNA, kterou byl nalezen resp. potvrzen nový koronavirus SARS a rozsáhlé bakteriální kolonie v dýchacích cestách pacienta. Doktor Li se nakazil koronavirem od jednoho z pacientů, které léčil. Dne 12. ledna 2020 byl Li hospitalizován a zemřel 7. února 2020.
V noci dne 30. prosinci 2019 se začaly na sociálních sítích šířit informace o vypuknutí epidemie „zápalu plic neznámého původu“. Podle zpráv, které se na nich objevily, bylo 27 pacientů, zejména obchodníků na trhu s mořskými plody Chua-nan, léčeno na neznámou nemoc.
Výsledkem prvotních vyšetřování byly z okruhu podezřelých chorob vyřazeny sezónní chřipka, SARS, MERS a ptačí chřipka.
Po svém krizovém nočním setkání s úředníky a experty nařídila hongkongská ministryně pro výživu a zdraví Sophia Chan Siu-chee 30. prosince 2019: „Jakýkoli podezřelý případ, projevující horečku a akutní respirační onemocnění nebo zápal plic, který byl během 14 dní ve Wu-chanu, bude dán do izolace.“
Dne 31. prosince 2019 byla čínská kancelář Světové zdravotnické organizace (WHO) informována, že se ve Wu-chanu vyskytly případy lidí se zápalem plic neznámých příčin.
Zdravotní komise města Wu-chan vydala „naléhavé oznámení o léčbě zápalu plic neznámého původu.“
V důsledku tohoto sdělení úřady na územích pod čínskou svrchovaností – Hongkong a Macao – a také úřady Tchaj-wanu zpřísnily kontroly a zavedly screeningy tělesné teploty na letištích.
Čínská státní televize oznámila, že tým odborníků z Národní zdravotní komise dorazil do Wu-chanu 31. prosince 2019, aby vedl vyšetřování, zatímco deník Žen-min ž'-pao napsal, že přesná příčina onemocnění zůstává nejasná a bylo by předčasné o ní spekulovat. Čínská státní televizní stanice CCTV uvedla, že byl do města Wu-chan vyslán tým vedoucích zdravotnických odborníků, kteří údajně „provádí příslušné inspekční a ověřovací práce“.

### Leden 2020
1. ledna 2020
Dle informací, publikovaných časopisem South China Morning Post dne 13. března 2020, identifikovaly čínské úřady celkem 266 osob, které se nakazily virem před začátkem roku 2020.
Dle státní tiskové agentury Sin-chua byla tržnice Chua-nan uzavřena dne 1. ledna 2020 kvůli „renovaci“. Nicméně, jak bylo uvedeno ve zprávě konsorcia ze dne 24. ledna 2020, byla tržnice uzavřena 1. ledna kvůli „čištění a dezinfikování“.
3.-7. ledna
Dne 3. února 2020 byla čínskými vědci v Národním ústavu pro kontrolu a prevenci virových chorob (IVDC) určena genetická sekvence nového β-rodu koronaviru (pojmenovaného 2019-nCoV) ze vzorků odebraných od pacientů ve Wu-chanu. Byly vytvořeny tři odlišné kmeny.
Vedoucí infekčního oddělení Hongkongské univerzity Ho Pak-leung upozornil, že by město mělo zavést nejpřísnější monitorovací systém kvůli šíření nového viru způsobujícího zápal plic, kterým se nakazily desítky lidí, protože bylo možné, že se virus přenáší z člověka na člověka. Mikrobiolog také varoval, že během nadcházejícího čínského Nového roku může dojít k nárůstu případů infikovaných osob. Ho řekl, že doufal, že pevnina zveřejní co nejdříve více podrobností o infikovaných pacientech, například o jejich anamnéze, aby pomohla vědcům zanalyzovat onemocnění a umožnit zavedení účinnějších preventivních opatření.
Dne 4. ledna oznámilo Ministerstvo zdravotnictví Singapuru, že bylo informováno o prvním podezření na případ „záhadného wuchanského viru“. Informace se týkala 3leté dívky z Číny, která měla zápal plic.
Světová zdravotnická organizace (WHO) váhala se zveřejněním informací o „záhadném novém viru zápalu plic“ a čekala, až sama Čína tyto informace zveřejní.
Počet nakažených lidí ve Wu-chanu vzrostl do 7. ledna 2020 na 59, z nichž sedm bylo v kritickém stavu. Všichni byli dáni do karantény. Do té doby nebyl hlášen přenos viru z člověka na člověka a jeho šíření mezi členy zdravotnického personálu.
Americké Centrum pro kontrolu a prevencí nemocí (CDC) vydalo pro občany USA cestující do Wu-chanu oznámení, ve kterém je upozorňovalo na několik případů lidí se zápalem plic neznámého původu v tomto městě.
8. ledna
Čínští vědci oficiálně oznámili objev nového koronaviru SARS-CoV-2.
Jižní Korea oznámila první možný případ nakažené osoby virem pocházejícího z Číny. 36letá čínská občanka byla dána do karantény kvůli obavám, že přinesla do Jižní Koreje virus způsobující zápal plic, na který v minulých týdnech onemocněly desítky lidí v pevninské Číně a Hongkongu. Neidentifikovaná žena, která pracovala pro jihokorejskou společnost poblíž hlavního města Soulu, začala po návratu z pětidenního výletu do Číny, dne 30. prosince, jevit známky viru (kašel a zvýšenou teplotu). Žena nějaký čas pobývala ve městě Wu-chan, tržnici Chua-nan avšak nenavštívila.
Od 5. ledna bylo v Číně úzce monitorováno 700 lidí, včetně 400 členů zdravotnického personálu, kteří přišli do kontaktu s 41 lidmi, u kterých bylo potvrzeno nakažení virem.
9. ledna
Světová zdravotnická organizace WHO potvrdila, že byl nový koronavirus izolován od jednoho hospitalizovaného člověka. Téhož dne publikovalo Evropské středisko pro kontrolu a prevenci nemocí svůj první rizikový posudek. WHO také uvedlo, že čínské orgány jednaly rychle a podařilo se jim identifikovat koronavirus do několika týdnu od vypuknutí. Celkové číslo otestovaných lidí s pozitivním výsledkem na virus vzrostlo na 41. Prvním člověkem, jenž zemřel na následky viru, byl 61letý muž, který byl pravidelným zákazníkem na tržišti. Trpěl několika zdravotními problémy, včetně chronického onemocnění jater, a zemřel na selhání srdce a zápal plic. O případu informovala čínská zdravotní komise prostřednictvím státních medií dne 11. ledna.
10. ledna
Data genového sekvenování izolovaného SARS-CoV-2, který pochází ze stejné rodiny jako koronavirus SARS, byla publikována na Virological.org vědci Univerzity Fu-tan v Šanghaji. Další tři sekvence od Čínského střediska pro kontrolu a prevenci nemocí, jedna sekvence od Čínské akademie lékařských věd a jedna od nemocnice Ťin-jin-tchan ve Wu-chanu byly zveřejněny na portálu GISAID (Global Initiative on Sharing All Influenza Data). Ve stejný den vydala agentura Veřejné zdraví Anglie (Public Health England) doporučení pro cestovatele, ve kterém vyzývá k základní hygieně a mytí rukou.
11.-13. ledna
První dva potenciálně nakažení lidé ve velkoměstě Šen-čen (v blízkosti Hongkongu) byli převezeni do tamější nemocnice. V danou dobu nebyly tyto případy potvrzeny, protože čínské úřady požadovaly, aby byl každý případ předán provinčnímu CDC, a poté vyhodnocen a potvrzen specifickým diagnostickým týmem v národním CDC.
Světová zdravotnická organizace zveřejnila doporučení s pokyny pro cestovatele, testování v laboratořích a zdravotní vyšetření.
CDC oznámilo, že je genom veřejně dostupný na sekvenční nukleotidové databázi GenBank Národního institutu pro zdraví (NIH). Téhož dne Thajsko potvrdilo první případ nakaženého virem 2019-nCoV, prvního mimo Čínu. 61letá čínská občanka města Wu-chan nenavštívila tržiště Chua-nan, nakupovala však na jiných trzích. Do Bangkoku dorazila 8. ledna.
15.-16. ledna
Druhý člověk, 69letý muž čínské národnosti, zemřel 15. ledna. WHO vydala protokol o diagnostice a testování viru 2019-nCoV. Vyvinul jej tým virologů z nemocnice Charité.
WHO byla upozorněna japonským ministerstvem zdravotnictví, že byl 30letý čínský muž během hospitalizace, mezi 10. a 15. lednem, pozitivně otestován na přítomnost viru 2019-nCoV. Tržiště Chua-nan nenavštívil, nejspíše se však ve Wu-chanu dostal do kontaktu s nakaženým člověkem.
17. ledna
V Thajsku byl ohlášen druhý případ nakaženého. Jedná se o 74letou ženu, která přiletěla do Bangkoku z Wu-chanu. Počet laboratoří pozitivně otestovaných lidí v Číně vzrostl na 45.
Dne 17. ledna Jang Siao-po, vedoucí Komise pro dohled a správu aktivit (Assets Supervision and Administration Commission), zemřel na zápal plic, který způsobil koronavirus.
18. ledna
Poté, co bylo dne 2. ledna 2020 laboratorně potvrzeno prvních 41 případů, uběhlo šestnáct dní bez dalších oznámených případů. Dne 18. ledna však Čína publikovala zprávu, že bylo otestováno dalších sedmnáct lidí a tři se nacházejí ve vážném stavu. Počet laboratoří pozitivně otestovaných lidí se zvýšil na 62, z toho 19 lidí bylo propuštěno a 8 pacientů zůstalo v kritickém stavu. Průměrný věk nakažených se pohybuje mezi 30 a 79 roky.
Téhož dne zorganizovaly městské úřady ve Wu-chanu každoroční setkání v komunitě Paj-pu-tching oslavující čínský Nový rok, kterého se zúčastnilo na 40 000 rodin. Lidé spolu sdíleli jídlo, přestože úřady věděly o šíření koronaviru. Dne 21. ledna 2020 byla starostovi Wu-chanu Čou Sien-wangovi položena v televizním vysílání otázka, proč se setkání konalo, když se počet potvrzených případů zvýšil na 312. Odpověděl: „Důvod, proč komunita Paj-pu-tching pokračovala v pořádání setkání, byl založeno na úsudku, že se koronavirus šíří mezi lidmi omezeně a tak zde nebyla dostatečná varování.“
19. ledna
Dne 19. ledna byly hlášeny první případy infikovaných mimo Wu-chan, jeden v jižní provincii Kuang-tung a dva v Pekingu. Dohromady bylo laboratoří pozitivně otestováno 201 lidí, přičemž 136 jich bylo testováno ve Wu-chanu. Ve Wu-chanu zemřel také další člověk a celkový počet obětí viru se tak zvýšil na tři, všechny byli čínskými občany.
20. ledna
Vědci z Čínské CDC identifikovali tři různé kmeny koronaviru 2019-nCoV a potvrdili tak, že původní wuchanský koronavirus zmutoval do dvou dalších kmenů.
Čínský premiér Li Kche-čchiang vyzval k rázným opatřením. K zavedení důsledných kontrol, aby se zabránilo šíření epidemie způsobené novým koronavirem. První případ infikované osoby ohlásila Jižní Korea. Peking a Kuang-tung oznámily, že počet nakažených osob vzrostl na tři (Peking) a třináct (Kuang-tung). Šanghaj potvrdila svůj první případ. V Číně tak celkový počet laboratorně potvrzených případů stoupl na 218. Tým vyšetřovatelů z Čínské národní zdravotní komise potvrdil, že se virus může šířit mezi lidmi. Nejméně dva lidé se nakazili koronavirem, přestože žili stovky kilometrů od Wu-chanu.
Pět účastníků jednoho setkání nejmenované soukromé mezinárodní společnosti, na kterém se nacházelo 109 lidí a 94 z nich bylo ze zámoří, jež se konalo od 20. do 22. ledna v hotelu Grand Hyatt, bylo po návratu domů pozitivně otestováno s koronavirem. Jeden byl z Malajsie, dva z Jižní Koreje a dva ze Singapuru. Jeden z účastníků byl z Wu-chanu. Bylo ohlášeno, že společnost uspořádalo pro své delegáty bufet. Tyto čtyři diagnózy byly oznámeny až 5. února 2020. První laboratorně potvrzený případ v Singapuru, jednalo se o 67letého rodáka z Wu-chanu, byl ohlášen až 23. ledna 2020. Tyto případy, jež byly spojeny se setkáním, byly prvním důkazem toho, že se wuchanský koronavirus rozšířil mimo Čínu přenosem z člověka na člověka. Dle WHO se jedná o znepokojující zprávu, který by mohla signalizovat mnohem větší ohnisko. K 5. únoru 2020 byla jako přenašeč koronaviru potvrzena i sestra malajsijského účastníka setkání a další čtyři místní zaměstnanci v Singapuru.
21. ledna
Byla uveřejněna Situační zpráva WHO č. 1.
Ve velkých čínských městech, včetně Šanghaje a Pekingu, bylo dohromady hlášeno 291 případů onemocnění covidem-19. Většina pacientů se však nacházela nadále ve Wu-chanu, v 11milionovém hlavním městě provincie Chu-pej.
Dle zprávy centra MRC Centre for Global Infectious Disease Analysis Královské univerzity v Londýně může být nakaženo více než 1 700 lidí. Nicméně Gabriel Leung, děkan medicínské fakulty na Hongkongské univerzitě, uvedl, že se číslo nakažených pohybuje kolem 1 300.
Po 300 potvrzených případech nákazy koronavirem a šesti úmrtích čínská státní média varovala úředníky, aby nezakrývali šíření nového koronaviru. Politický orgán zodpovědný za právo a pořádek prohlásil, že kdokoli, kdo se pokusí zatajit nové případy, bude „na věčnost přibit na pilíř hanby“. Místní čínští úředníci zpočátku neposkytovali veřejnosti informace o vypuknutí epidemie. Experti později uvedli, že se tím podcenil počet infikovaných lidí a nebyly poskytnuty včasné informace, které by mohly zachránit životy lidí. Ve svém komentáři, který byl zveřejněn online v úterý dne 21. ledna 2020, Ústřední politická a právní komise Komunistické strany hovořila o tom, že jim epidemie SARS udělila „bolestivou lekci“ a vyzvala tak k informování veřejnosti. Doplnila, že klam může „proměnit kontrolovatelnou přírodní katastrofu na katastrofu způsobenou člověkem“.
Wuchanská městská zdravotní komise ohlásila, že bylo nejméně 15 zdravotníků nakaženo koronavirem a jeden z nich je v kritickém stavu.
Potvrzené případy nakažených se objevily v dalších několika místech Číny. Provincie Če-ťiang ohlásila pět případů a město Tchien-ťin dva případy. Kuang-tung oznámil další tři. Šanghaj a provincie Che-nan oznámily další případy: čtyři v Šanghaji a jeden v Che-nanu. Jeden nakažený se objevil v provincii S’-čchuan a pět ve městě Čchung-čching. Šan-tung, Chu-nan a Jün-nan ohlásily jeden případ. Ťiang-si ohlásil dva. Celkový počet laboratorně potvrzených případů vzrostl v Číně na 312 a počet obětí se zvýšil na 6.
Bylo také oznámeno, že bylo infikováno patnáct členů wuchanského zdravotnického personálu, přičemž čtrnáct z nich mohlo být nakaženo superpřenašečem.
Nové případy infikovaných byly hlášeny také mimo pevninskou Čínu. Tchaj-wan ohlásil svůj první případ a Spojené státy uvedly, že se jejich první nakažený člověk objevil ve státě Washington.
22. ledna
Publikována Situační zpráva WHO č. 2.
Macao a Hongkong oznámily své první, laboratoří potvrzené, případy, přičemž Hongkong ohlásil svůj druhý případ během večera 22. ledna. V Pekingu bylo laboratoří potvrzeno dalších pět případů, v Kuang-tungu devět případů, v Šanghaji pět případů a v Tchien-ťinu dva případy. Če-ťiang a Ťiang-si oznámily, že přibyli další nakažení lidé: pět v Če-ťiangu a jeden v Ťiang-si. Liao-ning informoval o prvních dvou infikovaných. Kuej-čou, Fu-ťien, An-chuej, Šan-si a Ning-sia oznámily své první případy. Chaj-nan ohlásil čtyři nakažené. Další tři případy byly potvrzeny městem Chu-nan. Kuang-si uvedlo, že nemocnice přijaly první dva infikované. Celkový počet laboratorně potvrzených případů vzrostl v Číně na 571 a počet obětí se zvýšil na 17.
Thajsko informovalo, že přibyli další dva nakažení a celkový počet laboratorně potvrzených případů stoupl na čtyři.
Nová data ukazují, že se rychlost a intenzita šíření viru zvyšuje.
Úřady byla oznámena karanténa Wu-chanu, která má začít 23. ledna 2020. Veškerý provoz, dovnitř i ven z města, bude zakázán.
23. ledna
Situační zpráva WHO č.3.
Ťiang-su oznámil svůj první případ. a Chej-lung-ťiang první dva. Fu-ťien a Kuang-si ohlásily další tři případy nakažených osob. V Šanghaji se objevilo dalších sedm infikovaných. Sin-ťiang informoval o prvních dvou, laboratoří potvrzených, případech, Šen-si o prvních třech a Kan-su o prvních dvou. Macao oznámilo, že výsledky testů 66leté ženy z Wu-chanu byly pozitivní. Jedná se tak o druhou nakaženou osobu v regionu. Celkový počet laboratorně potvrzených případů vzrostl v Číně na 628 a počet obětí zůstal stejný, 17.
Singapur oznámil svůj první případ, 66letého muže z Číny. Vietnam ohlásil své první dva, laboratoří potvrzené, případy, 66letého otce a 28letého syna, oba pocházející z Číny.
Vědecký předtisk z Wuchanského institutu virologie zveřejněný na Biorxiv (později publikovaný i v deníku Nature) uvedl, že byl s 96% podobností sekvenován netopýří virus, který byl nalezen v jeskyni Jün-nan v roce 2013. Jeho sekvence byla zveřejněna na veřejné databázi následujícího dne. Porovnáním infekčnosti buněk exprimujících nebo neexprimujících ACE2 je potvrzeno, že nový koronavirus používá stejný vstupní receptor jako SARS-CoV-1.
Ve Wu-chanu byla na dobu neurčitou přerušena všechna doprava: autobusy, metro i trasy trajektů. Zároveň byly zrušeny všechny odchozí lety a uzavřena nádraží.
24. ledna
Situační zpráva WHO č. 4.
Šan-tung ohlásil dalších šest případů Chu-nan dalších patnáct, Liao-ning další jeden, Fu-ťien další čtyři, An-chuej dalších šest, Ning-sia další jeden a Šanghaj dalších třináct. Dohromady tak bylo laboratoří potvrzeno dalších 38 nakažených.
Japonsko, Jižní Korea a Spojené státy potvrdily své druhé případy. Singapur informoval o druhém a třetím infikovaném. V Thajsku se objevil pátý nakažený. Hongkong ohlásil další tři případy a celkový počet potvrzených nakažených ve městě vzrostl na pět. Nepál oznámil svůj první případ, studenta, který se vrátil z Wu-chanu. Francie informovala, že jsou v zemi tři nakažení. Jedná se o první případ infikovaných lidí v Evropské unii. Francouzský ministr zdravotnicí Agnès Buzyn uvedl, že se mohou v zemi objevit další případy.
První potvrzený případ přenosu viru z člověka na člověka byl zdokumentován ve Vietnamu organizací WHO.
Studie vypracovaná čínskými vědci informuje o tom, že jsou lidé během inkubační doby infekční a riziko nakažení virem se z toho důvodu zvyšuje.
Konsorcium čínských lékařů a odborníků z Čínského CDC bylo pověřeno vyšetřováním vzniku wuchanského koronaviru. Jejich zpráva byla zveřejněna odborným časopisem The Lancet, ve které byly uvedeny podrobnosti o prvních 41 nakažených.
Koncem dne byla celá provincie Chu-pej a její města, kromě města Siang-jang a lesního obvodu Šen-nung-ťia, dána do karantény.
25. ledna
Situační zpráva WHO č. 5.
Generální tajemník Čínské komunistické strany a prezident Číny Si Ťin-pching nazval na zasedání politbyra „zrychlující se šíření“ koronaviru „vážnou situací“. Pekingská vláda zavedla kvůli jeho „mutaci“ další opatření, aby snížil jeho dopady.
Austrálie potvrdila první čtyři případy, jeden ve státě Victoria a tři v Novém Jižním Walesu. Malajsie informovala, že se ve městě Johor Bahru objevili tři nakažení. O něco později byl ohlášen čtvrtý nakažený. Japonsko oznámilo svůj třetí případ. Kanada potvrdila svůj první případ v Torontu. Thajsko oznámilo další dva případy, celkem mají sedm infikovaných. Singapur oznámil čtvrtý případ.
Občané Číny a Srí Lanky byli s infekcí přijati do nemocnice na Srí Lance.
Liang Wudong, 62letý doktor, zemřel na následky koronaviru v Chu-pej.
26. ledna
Situační zpráva WHO 6.
Šanghaj ohlásila své první úmrtí, 88letého muže.
Spojené státy americké potvrdily třetí, čtvrtý a pátý případ: dva v Kalifornii a jeden v Arizoně. Macao oznámilo další tři případy, dohromady je v zemi pět nakažených. Hongkong oznámil šestý, sedmý a osmý případ. Thajsko informovalo, že byl hospitalizován osmý nakažený. První z pěti pacientů byl již propuštěn. Dalších 39 lidí, kteří mohou být infikováni, čeká na potvrzení.
Čínské středisko pro kontrolu a prevenci nemocí (CCDC) začalo vyvíjet vakcíny proti koronaviru.
Ministr zdravotnictví Pobřeží slonoviny uvedl, že se zdravotníci zabývají případem nakaženého.
Generální ředitel WHO Tedros Ghebreyesus řekl, že byl na cestě do Pekingu, kde by se měl setkat s čínskými úředníky a odborníky a mluvit o koronaviru a jeho ohnisku.
Čína začala využívat celostátních monitorovacích stanic pro screeningy, identifikování a okamžitou izolaci infikovaných osob, a to i na letištích, vlakových a autobusových nádražích a v přístavech.
Klinický profil nového koronaviru 2019-nCoV byl zveřejněn asistentem profesora na institutu Icahn School of Medicine at Mount Sinai v New Yorku. Smrtelnost viru je neznámá, počet obětí však vzrostl nad tři procenta.
Wang Sien-liang, úředník provincie Chu-pej, zemřel na zápal plic způsobený korovanirem.
27. ledna
Situační zpráva WHO 7.
Doktor Gabriel Leung, děkan Lékařské fakulty Hongkongské univerzity a jeden z předních celosvětových expertů na SARS a viry, zveřejnil na platformě YouTube prezentaci o délce tří hodin. V ní uvedl předpovědi a prognózy koronaviru. S pomocí tradičních vědeckých modelovacích metod předpověděl šíření viru a uvedl, že skutečný počet infikovaných lidí může být 10x větší, než uvádějí oficiální čísla. Doktor Leung odhadl, že v Číně mohlo být ke dni 24. ledna 2020 44 000 až 100 000 nakažených osob. Uvedl, že pro zpomalení šíření viru je potřeba drastických opatření, jeho pandemické rozšíření se však nezastaví. Předpokládal, že počet infikovaných lidí bude nadále stoupat a exponenciálně vrcholit na konci dubna nebo května 2020. Doplnil, že na vrcholu šíření koronaviru může být denně až 100 000 nových nakažených. Doktor Gabriel Leung následně publikoval svůj výzkum v časopise The Lancet. Čou Sien-wang, starosta města Wu-chan, v čínské televizi řekl, že pravidla zavedená Pekingem omezovala informace, které mohl o hrozbě koronaviru zveřejnit. Což naznačuje, že „centrální vláda byla částečně zodpovědná za nedostatečnou transparentnost, která tak narušila časnou reakci na rychle se rozvíjející zdravotní krizi.“
Kanada potvrdila svůj první případ, druhý případ je nepotvrzený. V Austrálii se objevil pátý nakažený a dalších pět je nepotvrzených. Ministr zdravotnictví Srí Lanky ohlásil první případ, 43letou čínskou občanku. Kambodža potvrdila svůj první případ nakaženého virem, čínského může, který přijel se svou rodinou do Sihanoukville. Singapur informoval o svém pátém případě, 56leté ženě čínské národnosti, která přiletěla z Wu-chanu 18. ledna. V Německu v Bavorsku se objevil první nakažený, který byl nakažen mimo Čínu. Tchaj-wan informoval o prvním infikovaném, který se nakazil ve vlasti.
Peking oznámil první úmrtí.
Byly oznámeny tři nové podezřelé případy v Rakousku, původní testy podezřelých nakažených vyšly negativně. Institut Mateia Balșe informoval o prvním možném nakaženém v Rumunsku. Ekvádor informoval o možném nakaženém občanu Číny, který přiletěl z Hongkongu. Úřady na Fidži drží ve městě Nadi v karanténě šest čínských turistů, kterým se nepodařilo dostat do Samoy, jež v pátek zavedla karanténní opatření. V Polsku v Krakově byly nemocnicí přijaty dvě děti, které by mohly mít koronavir. 14letá dívka z Mongolska, která studovala v Číně, onemocněla na zápal plic a laryngitidu a zemřela téhož dne. Úřady uvedly, že odebraly vzorky zesnulé dívky, které projdou analýzou v Národním centrum pro přenosné nemoci v Ulánbátaru. Dva mongolští studenti, kteří přiletěli z Tchaj-wanu na Čingischánovo mezinárodní letiště projevili symptomy nákazy, zvýšenou horečku, a byli dáni do karantény. Ve Švýcarsku byly dány dvě osoby do karantény v nemocnici Triemli v Curychu, obě byly v Číně. Oba dva testy osob však vyšly negativně.
V Německu byl zaznamenán celosvětově první případ člověka, který přenášel vir bez příznaků. Původně se jedinec nakazil v Šanghaji.
28. ledna
Situační zpráva WHO 8: 
Nejvyšší lidový soud Čínské lidové republiky rozhodl, že se doktor Li Wen-liang nedopustil zločinu šíření „fám“, když dne 30. prosince 2019 zveřejnil na fóru WeChat pro absolventy lékařské školy informaci, že se v jeho péči nachází sedm pacientů, kteří jeví známky onemocnění SARS. Ve svém rozhodnutí Nejvyšší lidový soud uvedl: „Kdyby společnost tehdy věřila těmto „fámám“ a lidé nosili ochranné roušky, používali dezinfekční prostředky a vyhnuli se vstupu na trhy s divokými zvířaty, jako kdyby tam došlo k vypuknutí SARS, možná bychom dnes mohli lépe kontrolovat šíření koronaviru.“ Dodal, že „fámy končí, když je otevřenost.“
Thajsko oznámilo dalších šest potvrzených případů, dohromady je v zemi 14 nakažených. Thajský ministr zdravotnictví Anutin Charnvirakul uvedl, že „nejsme schopni zastavit šíření“ koronaviru v zemi. Singapur potvrdil další dva případy, dohromady je jich sedm. Od 29. ledna budou mít občané Chu-peje zakázán vstup do země. Japonsko informovalo o dalších třech případech, v zemi je tak nakažených sedm, včetně muže, který nikdy nenavštívil Wu-chan. Pracoval jako řidič autobusu a na začátku ledna vezl skupinu čínských turistů z Wu-chanu. První infikovaný v Německu, který byl oznámen předchozí den, nikdy necestoval do Číny. Nicméně se dostal do těsněného kontaktu s čínskou kolegyní, která se začala cítit nemocně při zpátečním letu do Šanghaje, kde byla pozitivně otestována na koronavirus. Německo oznámilo další tři případy, všichni byli spolupracovníky prvního nakaženého. Francie informovala, že se v zemi objevil čtvrtý nakažený, čínský turista, jenž se nachází v kritickém stavu.
Brazilské ministerstvo zdravotnicí ohlásilo, že se na třech místech v zemi nacházejí podezřelí nakažení: v Bele Horizonte, Curitibě a São Leopolde. Kanada oznámila podezřelý případ v Britské Kolumbii, muž ve svých 40 letech nedávno cestoval do Wu-chanu.
Britsko-čínské lékařské výzkumy a statistiky odhadují, že aktuální počet nakažených může být mnohem větší. Infikovaných může být až 26 701 (ke dni 28. ledna 2020).
Vědci z Institutu pro infekci a imunitu Petera Doherta v Melbourne uvedli, že se jim úspěšně podařilo vypěstovat virus 2019-nCoV ze vzorku od pacienta.
Město Siang-jang bylo dáno do karantény. Celá provincie Chu-pej se tak, kromě lesního obvodu Šen-nung-ťia, nachází v karanténě.
29. ledna
Situační zpráva WHO 9.
Do 13. února mají firmy v Chu-peji zákaz provozu a školy odložily jejich znovuotevření.
Společnost Air Canada pozastavuje všechny přímé léty do Číny. Koná tak dle rady federální vlády, aby se vyhnulo zbytečnému cestování na pevninskou Čínu kvůli epidemii. Pozastavení je účinné od čtvrtka a má trvat do 29. února.
- Tibet oznámil svůj první podezřelý případ[228] a v noci vyhlásil první úroveň ohrožení veřejného zdraví. Jedná se o poslední provincii Číny, která tak učinila.[229] Podezřelé případy byly hlášeny ve všech 31 provinciích Číny.
- Dvě osoby čínské národnosti byly umístěny do karantény v Arménii. Cestovaly do Arménie ze sousední Gruzie. Liana Torosyan, vedoucí Arménského oddělení infekčních nemocích, uvedl, že vzorky budou poslány do evropských laboratoří, protože Arménie nedisponuje technologiemi k testování nového koronaviru.[230]
- Brazílie oznámila devět podezřelých nakažených, kteří se nachází v šesti státech v zemi.[231]
- Ve Finsku v Laponsku se objevil první infikovaný člověk. Jedná se o čínského turistu, který opustil Wu-chan před jeho uzavřením.[232]
- Francie potvrdila svůj pátý případ. Jedná se o dceru pacienta čtvrtého případu.[233]
- Japonsko ohlásilo další čtyři případy. Průvodce, který jel stejným autobusem jako infikovaný z 28. ledna,[234] a tři evakuované z Wu-chanu.[235]
- Malajsie informovala, že byly potvrzeny další tři případy, dohromady jich je potvrzeno sedm.[236]
- Singapur oznámil další tři potvrzené případy, dohromady je v zemi deset infikovaných osob.[237]
- Spojené arabské emiráty potvrdily svůj první případ.[238] Krátce nato bylo zpravodajskou agenturou Emirates oznámeno, že jsou čtyři členové čínské rodiny nakaženi.[239]

30. ledna
Situační zpráva WHO 10.
- Případy byly ohlášeny ve všech 31 provinciích Číny.[241]
- Filipíny potvrdily první případ infikované osoby. Žena čínské národnosti přicestovala do Manily z Hongkongu dne 21. ledna.[242]
- Ve Francii se objevil šestý nakažený.[243]
- Indie oznámila svůj první případ. Jedná se nakaženého studenta, který se vrátil do Kéraly z Wuchanské univerzity.[244]
- Italský premiér Giuseppe Conte na tiskové konferenci uvedl, že byly potvrzeny dva případy nakažených.[245]
- Japonsko ohlásilo další tři nakažené, dohromady jich je čtrnáct.[246]
- Jižní Korea uvedla, že se v zemi objevili další dva nakažení. Jeden z nich byl nakažen těsným kontaktem s infikovanou osobou (přenosem z člověka na člověka).[247]
- Malajsie informovala o dalším nakaženém, dohromady jich je osm.[248]
- Německo potvrdilo svůj pátý případ, zaměstnance společnosti, ve které jsou zaměstnáni první čtyři infikovaní.[249]
- Singapur potvrdil další tři infikované, dohromady jich je třináct.[250]
- Spojený státy oznámily svůj šestý případ, manželku jiného pacienta v Chicagu.[251] Jedná se o první potvrzený přenos viru z člověka na člověka ve Spojených státech.
- Tibet potvrdil svůj první případ nakaženého, který byl dříve podezříván.[252]
- Vietnam potvrdil tři nové případy, dohromady jich je pět.[253]

31. ledna
Situační zpráva WHO 11.
- Čínští odborníci na zdraví varují, že pacienti s koronavirem mohou být znovu infikování. Čína započala repatriaci obyvatel do Wu-chanu.[255]

- Kanada informovala o svém čtvrtém případu ve městě London v provincii Ontario.[256]
- Spojené království a Rusko potvrdily své první infikované virem.[257][258]
- Byly potvrzeny také první případy ve Švédsku a Španělsku.[259][260]
- Singapur potvrdil tři další případy, dohromady je nakažených šestnáct.[261]
- Sedmý nakažený se objevil v americkém státě Santa Clara County.[262]
- Thajsko potvrdilo dalších pět případů, dohromady jich je potvrzených devatenáct. Jedna z osob, řidič místní taxi služby, se nakazila těsným kontaktem s infikovaným cizincem.[263][264]

## Reakce, události a opatření na pevninské Číně

### Prosinec 2019
20. prosince
Dne 20. prosince 2019 se společnost Winner Medical Group rozhodla zrušit svou schůzi výkonných zástupců v Chu-peji.
30.–31. prosince 2019
Dne 30. prosince 2019 byla Lékařskou správou města Wu-chan (Medical Administration of Wuhan Municipal Health Committee) vydána naléhavá zpráva, že je několik lidí léčeno na zápal plic s neznámým původem. Městská zdravotní komise města Wu-chuna vydala o situaci veřejné prohlášení.

### Leden 2020
1. ledna
Velkoobchodní trh s mořskými plody Chua-nan, zdroj prvotních případů nnákazy koronavirem, byl uzavřen 1. ledna 2020, údajně kvůli čištění a dezinfikování. Téhož dne čínská státní tisková agentura informovala, že wuchanská policie vyslechla osm obyvatel kvůli šíření „dezinformací“, jejichž předmětem bylo šíření nové infekce podobné SARS. Zpravodajský kanál CNA téhož dne informoval, že wuchanská policie těchto osm obyvatel potrestala za „zveřejnění nebo předání nepravdivých informací na internetu bez ověření“.
Dne 1. ledna 2020 byla instituce, která provozovala genetické sekvenování koronaviru, upozorněna Zdravotní komisí Wu-chanu, že další sekvenování nových vzorků již není povoleno. Stávající vzorky musí být zničeny a všechna data uchována v tajnosti.
2. ledna
Dne 2. ledna 2020 zakázala Centrální nemocnice ve Wu-chanu svým zaměstnancům veřejně mluvit o nové nemoci nebo ji nějakým způsobem dokumentovat tak, aby o ní byly důkazy. Situaci jednotlivých pacientů bylo možno „ústně zmínit pouze tehdy, když se lékaři střídají na směně“. 
3. ledna
Dne 3. ledna 2020 bylo Čínským úřadem národního zdravotnictví zveřejněno prohlášení, že je nový koronavirus vysoce patogenním mikroorganismem typu 2. Celostátní úřad požadoval, aby byly všechny vzorky předány provinčnímu nebo vyššímu zdravotnímu úřadu. Ostatní organizace nebo osoby disponující vzorkem ho měly zničit a následně vše uvést v protokolu. Zároveň úřad dodal, že všechna data musí být utajena a před zveřejněním jakýchkoli výsledků bude nutný souhlas vyšších orgánů.
7. ledna
Dne 7. ledna 2020, dle článku publikovaném v únoru, vznesl čínský prezident a tajemník strany Si Ťin-pching na jednání výboru požadavek, aby se zavedla prevence a kontroly kvůli nové epidemie zápalu plic, která začala ve Wu-chanu.
10. ledna
Data genového sekvenování izolovaného koronaviru 2019-nCoV, který pochází ze stejné rodiny jako koronavirus SARS, byla publikována na Virological.org vědci Univerzity Fu-tan v Šanghaji. Další tři sekvence od Čínského střediska pro kontrolu a prevenci nemocí, jedna sekvence od Čínské akademie lékařských věd a jedna od nemocnice Ťin-jin-tchan ve Wu-chanu byly zveřejněny na portálu GISAID (Global Initiative on Sharing All Influenza Data). Ve stejný den vydala agentura Veřejné zdraví Anglie (Public Health England) doporučení pro cestovatele, ve kterém vyzývá k základní hygieně a mytí rukou.
Toho dne započala čínská cestovní sezóna Čchun-jün.
12. ledna
Dne 12. ledna bylo ve Wu-chanu zahájeno zasedání chupejského provinčního shromáždění a politického poradního výboru, které trvalo až do 18. ledna.
Šanghajské veřejné zdravotnické klinické středisko, zařízení, které zveřejnilo první genomovou sekvenci viru, bylo z neznámých důvodů uzavřeno.
14. ledna
Reportéři z Hongkongu byli kvůli pokusu o zfilmování situace ve wuchanské nemocnici převezeni na policejní stanici.
20. ledna
Čínský premiér Li Kche-čchiang vyzval k rázným opatřením. K zavedení důsledných kontrol, aby se zabránilo šíření epidemie způsobené novým koronavirem. Peking a Kuang-tung oznámily, že počet nakažených osob vzrostl na tři (Peking) a třináct (Kuang-tung). Šanghaj potvrdila svůj první případ. V Číně tak celkový počet laboratorně potvrzených případů stoupl na 218. Tým vyšetřovatelů z Čínské národní zdravotní komise potvrdil, že se virus může šířit mezi lidmi. Nejméně dva lidé se nakazili koronavirem, přestože žili stovky kilometrů od Wu-chanu.
22.-23. ledna
Čínská vláda oznámila, že město Wu-chan bylo dáno do karantény. Od 23. ledna 10:00 (UTC+08:00) byly všechny lety z města zrušeny, vlaková nádraží uzavřena a veřejná doprava pozastavena. Nicméně Čínská národní správa železnic vydala zprávu, ve které stálo, že do začátku termínu karantény odjelo z Wuchanského nádraží přibližně 100 000 lidí. Kromě toho obešlo několik obyvatel Wu-chanu kontrolní stanoviště, jelikož si vzali antipyretika na snížení horečky. Tento tip byl sdílen na blogu Sina Weibo.
V noci bylo wuchanskou vládou oznámeno, že občané musí ve veřejných prostorách a zařízeních nosit ochrannou masku.
Ve Wu-chanu byla na dobu neurčitou přerušena všechna doprava: autobusy, metro i trasy trajektů. Během půlnoci začala ve městě stavba specializované nouzové nemocnice s kapacitou nejméně 1 000 lůžek, která bude vystavěna podle nemocnice Siao-tchang-šan, jež byla postavena v roce 2003 během epidemie SARS v Pekingu. Do provozu by měla být uvedena 3. února.
Provincie Če-ťiang Kuang-tung, a Chu-nan vyhlásily první úroveň ohrožení veřejného zdraví, nejvyšší možnou.
Vydání všech sedmi hlavních filmů o čínském Novém roku bylo zrušeno. Mobilní videohra Plague Inc., která vyšla v roce 2012, se stala nejoblíbenější aplikací v Číně.
24. ledna
Sedm čínských provincií, dva autonomní regiony a centrálně spravovaná města Chu-pej, An-chuej, Tchien-ťin, Peking, Šanghaj, Čchung-čching, S’-čchuan, Ťiang-si, Jün-nan, Šan-tung, Fu-ťien, Kuang-si, a Che-pej vyhlásily první úroveň ohrožení veřejného zdraví. Město Ťing-čou bylo dáno do karantény a počet lidí v karanténě ve městech vzrostl na 35 milionů. Celá provincie Chu-pej a její města, kromě města Siang-jang a lesního obvodu Šen-nung-ťia, byly dány do karantény.
Všech 70 000 čínských kin bylo uzavřeno na dobu neurčitou. Uzavřeno bylo také několik turistických atrakcí. Například Wu-tchaj-šan, Pching-jao, průsmyk Jen-men, jezero Süan-wu-chu, hora Čchi-sia, Pamětní síň obětí Nankingského masakru, Pamětní síň Sunjatsena, Kantonská věž, Ku-lang-jü, zahrada Jü, Disneyland Šanghaj, Západní jezero a Zakázané město. Společnosti Starbucks a McDonald's zavřely některé ze svých čínských prodejen.
Vlády Pekingu a Šanghaje naléhaly na obyvatele, kteří se vraceli z ohniska epidemie, aby zůstali doma po dobu 14 dnů a zabránili tak šíření viru.
25. ledna
První stupeň ohrožení veřejného zdraví byl vyhlášen v deseti provinciích a autonomních regionech Ťiang-su, Chaj-nan, Sin-ťiang, Chej-lung-ťiang, Che-nan, Kan-su, Liao-ning, Šan-si, Ša-an-si, Čching-chaj, Ťi-lin, Ningxia, a Vnitřní Mongolsko. Stav ohrožení byl v tu dobu vyhlášen ve 30 z 31 provincií Číny, jedinou výjimkou byl Tibet.
Čínská národní zdravotní komise vyslala 1 230 zdravotníků v šesti skupinách do Wu-chanu, centra provincie Chu-pej, aby pomohli s bojem proti koronaviru. Dne 25. ledna započaly tři ze šesti skupin práci v ohnisku epidemie. Místní média dříve informovala, že do města přišlo pomáhat také 450 vojenských zdravotníků. Úřady byla oznámena výstavba druhé specializované nouzové nemocnice Lej-šen-šan, která by měla pojmout 1 300 lůžek. Do provozu by měla být uvedena do poloviny února.
Peking oznámil, že do 26. ledna zruší všechny meziměstské autobusové a vlakové spoje.
Politbyro ústředního výboru Komunistické strany Číny se sešlo, aby projednalo kontrolu a prevenci proti novému koronaviru. Si Ťin-pching, generální tajemník ústředního výboru KS Číny, uvedl, že země čelí „závažné situaci“, protože se počet infikovaných lidí stále zvyšuje.
Straco dočasně zavřelo Šanghajské oceánské akvárium, Podvodní svět Sia-men a lanovku Li-sing, aby omezilo šíření koronaviru. 
26. ledna
V oblasti prevence a kontroly nového koronaviru byla zřízena vedoucí skupina, v jejímž čele stojí čínský premiér Li Kche-čchiang. Skupina se rozhodla, že prodlouží jarní prázdniny, aby zajistila ohnisko epidemie.
Čínské středisko pro kontrolu a prevenci nemocí (CCDC) začalo vyvíjet vakcíny proti koronaviru.
Městská prefektura Šan-tchou deklarovala částečné uzavření, bylo však rychle zrušeno.
Čína okamžitě zakázala veškerý obchod s volně žijícími živočichy.
Generální ředitel WHO Tedros Ghebreyesus řekl, že byl na cestě do Pekingu, kde by se měl setkat s čínskými úředníky a odborníky a mluvit o koronaviru a jeho ohnisku.
Čína začala využívat celostátních monitorovacích stanic pro screeningy, identifikování a okamžitou izolaci infikovaných osob, a to i na letištích, vlakových a autobusových nádražích a v přístavech.
Školy v Pekingu zůstanou zavřené na dobu neurčitou, aby se předešlo dalšímu šíření viru. Zároveň pekingská vláda uvedla, že město neuzavře.
27. ledna
Čínský premiér Li Kche-čchiang navštívil Wu-chan, epicentrum koronaviru, aby řídil preventivní práce.
Čínské ministerstvo financí a Národní zdravotní komise poskytly na boj s koronavirem 60,33 miliard jüanů (199,06 miliard korun českých).
Siang-jang oznámil pozastavení trajektů, které začne platit 28. ledna. Celá provincie Chu-pej a její města tak byly dány do karantény s výjimkou lesního obvodu Šen-nung-ťia. Tento krok nastal po uzavření všech vlakových nádražích dne 27. ledna a dřívějším ukončení provozu letiště a meziměstských autobusů.
Wu-chan pozastavuje vydávání víz a cestovních pasů pro čínské občany do 30. ledna.
Vláda Šanghaje uvedla, že společnosti ve městě nesmějí pokračovat v činnosti do 9. února. Čínská technologická firma Tencent žádá zaměstnance, aby kvůli koronaviru pracovali do 7. února z domova.
Starosta Wu-chanu uznal kritiku a připouští, že informace o karanténě a viru nebyly zveřejněny dostatečně předem a rychle. Řekl, že pokud to veřejnému mínění pomůže, tak rezignuje. Dodal však, že místní vláda musela žádat o povolení, aby mohla informace zveřejnit.
Tchang-šan preventivně pozastavuje provoz veřejné dopravy.
28. ledna
Wanda Group osvobodila obchodníky od nájmů a ostatních poplatků mezi 24. lednem až 25. únorem. Celkové snížení poplatků tak činí přibližně 3–4 miliardy jüanů (9,72–12,96 miliard korun českých).
Společnost Sasseur REIT dočasně uzavřela čtyři nákupní centra a dalších sedm outletů, aby se šíření koronaviru zpomalilo.
Dasin Retail Trust zkrátilo nákupní hodiny ve svých pěti nákupních centrech a dočasně zavřelo přeplněná místa.
29. ledna
Tibetská autonomní oblast oznámila svůj první podezřelý případ a v noci vyhlásil první úroveň ohrožení veřejného zdraví. Jedná se o poslední provincii Číny, která tak učinila. Podezřelé případy byly hlášeny ve všech 31 provinciích Číny.
Do 13. února mají firmy v Chu-peji zákaz provozu a školy odložily jejich znovuotevření.
Čínská policie ukončila vyšetřování osmi obyvatel, které začalo 1. ledna. Policie obvinila osoby z šíření „fám“ o „novém viru podobném SARS“. Osoby byly na čínských sociálních sítích označeny za „osm statečných“ (八勇士).
Po nařízeních místních úřadů se společnost CapitaLand rozhodla dočasně uzavřít čtyři nákupní centra ve Wu-chanu a dvě nákupní centra v Sienu. Zbylých 45 obchodních center omezí své nákupní hodiny. Společnost také zřídila fond v hodnotě 10 milionů jüanů na boj s koronavirem.
30. ledna
Od 30. ledna byla všechna meziregionální doprava na pevninské Číně do Chu-peje pozastavena. Přeprava cestujících na silnicích v deseti provinciích a přímo spravovaných městech, včetně Chu-peje a Pekingu, byla pozastavena, meziregionální vlakové trasy v šestnácti provinciích byly pozastaveny, meziměstské autobusové trasy byly v desítkách měst ve dvaceti osmi provinciích zastaveny a meziměstské vlakové trasy v pěti městech, včetně Wu-chanu, byly také zastaveny.
Výbor komunistické strany provincie Chuang-kang oznámil propuštění vedoucího zdravotnicí, Tchanga Č'-chunga.
31. ledna
Čínská národní správa železnic oznámila, že od 1. února musí každý nakupující jízdenky uvést telefonní číslo (cizinci pak e-mailovou adresu).
Čínští odborníci na zdraví varují, že pacienti s koronavirem mohou být znovu infikování. Čína započala repatriaci obyvatel do Wu-chanu.

## Reakce a opatření mimo pevninskou Čínu

### 30.–31. prosince 2019
Jako reakce na oznámení wuchanskými úřady o neznámém zápalu plic Hongkong, Macao a Tchaj-wan zpřísnily kontroly a zavedly teplotní screeningy na letištích.
Americké centrum pro kontrolu a prevenci nemocí je upozorněno, že se ve Wu-chanu objevila skupina 27 lidí s neznámým zápalem plic.

### 3. ledna 2020
Thajsko nechalo zavést teplotní screening cestujících přilétajících z Wu-chanu na čtyřech různých letištích.
Singapur zavedl téhož dne stejných metod na letišti Changi.

### 6. ledna
Americké Středisko pro kontrolu a prevenci nemocí (CDC) vydalo oznámení první úrovně („praktická obvyklá opatření“), ve kterém cestovatelům směřujícím do Wu-chanu doporučilo, aby si myli ruce, vyhýbali se zvířatům a zvířecím trhům a nepřicházeli do kontaktu s nemocnými.

### 21. ledna
Světová zdravotnická organizace (WHO) oznámila, že se uskuteční mimořádné zasedání, na kterém se rozhodne, zdali je virus stavem ohrožení veřejného zdraví mezinárodního významu (PHEIC).

### 22. ledna
Severní Korea uzavřela hranice a zakázala zahraničním turistům vstup do země.
 Krizový výbor WHO nebyl schopen kvůli nedostatku informací dojít konsensu, zdali by mělo být ohnisko klasifikováno jako PHEIC.  Výbor bude pokračovat v diskusích příští den.

### 23. ledna
Po oznámení prvního potvrzeného případu dne 23. ledna byly singapurskou aerolinkou Scoot zrušeny všechny lety do Wu-chanu mezi 23. a 26. lednem. Školy také požádaly rodiče, aby odložili plány na cestování a monitorovali zdraví svých dětí. Zároveň budou přijata i další opatření k zajištění bezpečnosti studentů. Ministerstvo obrany Singapuru vydalo servisnímu personálu dvě lékařská doporučení.
 Lety do a ze Severní Korey byly pozastaveny. Podezřelé případy ve městě Sinuidžu byly neprodleně dány do karantény po dobu dvou týdnu.

### 24. ledna
V návaznosti na dva laboratorně potvrzené případy dne 23. ledna byla vietnamským leteckým úřadem vydána směrnice, aby všechny wuchanské příchozí a odchozí lety byly zrušeny na dobu neurčitou. Peníze za letenky by cestujícím měly být vráceny. Úřad výjimečně povolil vyslání čtyř letů, se kterými se mezi 24. a 27. lednem vrátí občané Wu-chanu zpět do vlasti, a nechal vyslat další let pro evakuaci svých diplomatů a občanů. V Singapuru byly hraniční kontroly rozšířeny a Úřad pro imigraci a kontrolní stanoviště (Immigration and Checkpoints Authority) a Úřad pro námořnictví a přístavy (Maritime and Port Authority of Singapore) nechaly zavést teplotní screeningy.
 Ruský Dálný východ uzavřel hranice s Čínou, uzavírka potrvá do 7. února. Provoz ruských leteckých kanceláří bude od 27. ledna pozastaven.

### 25. ledna
Hongkong vyhlásil výjimečný stav a nechal do 17. února uzavřít školy a univerzity a zrušil novoroční slavnosti. Hong Kong Disneyland a Ocean Park Hong Kong jsou uzavřeny na dobu neurčitou.
 Spojené státy plánují evakuovat charterovým letem své občany z Wu-chanu. Americkou vládou bylo později upřesněno, že mohou evakuovat pouze omezený počet občanů.

### 26. ledna
Od 27. ledna bude komukoli, kdo byl posledních 14 dnů v provincii Chu-pej, zakázáno vstoupit do Hongkongu.